# 南大园乡
南大园乡，是中华人民共和国河北省保定市莲池区下辖的一个乡镇级行政单位。

## 行政区划
南大园乡下辖以下地区：
八里庄村、西马池村、南大园村、北刘各庄村、马町村、中马池村、五里铺村、黄庄村、东马池村、南刘各庄村、金庄村、岳庄村、东小庄村、尧上村、史庄村、刘町村和止舫头村。